# Riku Marttinen
Riku Olavi Marttinen (Heinävesi, 26 giugno 1966) è un ex cestista finlandese.

## Carriera
Con la Finlandia ha disputato i Campionati europei del 1995.